# Armoury Show
Detta är om poprockbandet Armoury Show. För utställningen, se Armory Show.
The Armoury Show var ett brittiskt pop- och rockband under 1980-talet. Bandets enda album är Waiting for the Floods från 1985.

## Bandmedlemmar
Originalmedlemmar
- Richard Jobson (också känd som "The Captain") – sång, gitarr (1983–1988)
- John McGeoch ("The Legend") – gitarr, bakgrundssång (1983–1986)
- Russell Webb ("Universe") – basgitarr (1983–1988)
- John Doyle ("Doylie") – trummor (1983–1986)

Senare medlemmar
- Ray McVeigh – gitarr (1986–1988)
- Dave Lockwood – gitarr (1986–1988)
- Ray Weston – trummor (1986–1988)

## Diskografi
Album
- Waiting for the Floods (1985) (LP, utgiven på CD 2001)

Singlar
- Castles in Spain (1984) (7", 12")
- We can be brave again (1985) (7", 12")
- Glory of love (1985) (7", 12")
- Castles in Spain (1985) (7", 12")
- Love in anger (1987) (7", 12")
- New York City (1987) (7", 12")